# Chlorobenzilate
Le chlorobenzilate est un composé organique utilisé comme pesticide qui n'est cependant plus d'usage en Europe et aux États-Unis. Il a été originellement développé par Ciba-Geigy et commercialisé à partir de 1952. Il a été utilisé comme acaricide sur les agrumes, incluant des arbres fruitiers à feuilles caduques. Il a été également détecté comme résidu sur des tomates au Japon en 2005. C'est un pesticide non- systémique qui agit par contact et comme neurotoxine, il perturbe le fonctionnement du système nerveux.
À l'état pur, le chlorobenzilate est un solide incolore à jaune pâle mais le produit technique est une huile brune. Il est seulement peu soluble dans l'eau mais miscible dans des solvants organiques comme l'acétone, le toluène ou le méthanol.

## Synthèse
Le chlorobenzilate peut être obtenu à partir du toluène qui est chloré et ensuite mis à réagir avec l'hydroxyde de sodium  pour former du 4-chlorobenzaldéhyde. Celui-ci  réagit avec le cyanure de sodium et l'éthanol pour donner la 4,4'-dichlorobenzoïne qui en réagissant avec de l'acide nitrique, forme le 4,4'-dichlorobenzile. Une réaction de ce composé avec de l'hydroxyde de potassium et de l'éthanol ou du sulfate de diéthyle donne finalement le chlorobenzilate.

## Toxicité
Il n'y a pas de données sur le effets carcinogènes possibles du chlorobenzilate sur les humains. Cependant quand ce produit est administré oralement à des souris, des effets carcinogènes ont été observés. L'Environmental Protection Agency a ainsi classé le chlorobenzilate  comme un probable carcinogène humain (groupe B2). Le Centre international de recherche sur le cancer  (IARC) a conclu que les informations sont insuffisantes pour évaluer la carcinogénicité du chlorobenzilate sur les humains et ainsi l'a inscrit sur la liste des cancérogènes du groupe 3 du CIRC.
Le chlorobenzilate est un polluant organique persistant et est très toxique pour les invertébrés aquatiques.

## Régulation
Après que la carcinogénicité a été établie chez la souris, l'utilisation du chlorobenzilate est bannie aux États-Unis en 1979, sauf pour la culture des agrumes. Après 1999, il est totalement banni. Dans l'Union Européenne, il est également complètement banni.
Le commerce international du chlorobenzilate est régulé par la convention de Rotterdam.